# Иннес, Майкл
Джон Иннес Макинтош Стюарт (англ. John Innes Mackintosh Stewart), более известный под псевдонимом Майкл Иннес (англ. Michael Innes, 30 сентября 1906, Эдинбург — 12 ноября 1994, Кулздон, Суррей) — английский (шотландский) писатель, переводчик, историк литературы.

## Биография
Джон Иннес Макинтош Стюарт родился в Эдинбурге, сын Элизабет (Элизы) Джейн (урожденной Кларк) и Джона Стюарта из Нэрна. Его отец был адвокатом, а позже директором Департамента образования города Эдинбурга.
Получил образование в Эдинбургской академии с 1913 по 1924 год, а затем изучал английскую литературу в Ориел-колледже Оксфордского университета окончив бакалавриат в 1928 году. В Оксфорде был награжден памятной премией Мэтью Арнолда и назван стипендиатом епископа Фрейзера. В 1929 году отправился в Вену для изучения психоанализа. Преподавал английский язык в Университете Лидса с 1930 по 1935 год, а затем стал профессором английского языка в Университете Аделаиды, Южная Австралия.
В 1932 году женился на Маргарет Хардвик (1905—1979). В этом браке родились три сына и две дочери; третьим ребенком в семье был сын Ангуст, который также стал писателем.
Вернулся в Великобританию, чтобы стать преподавателем английского языка в Королевском университете Белфаста с 1946 по 1948 год. В 1949 году стал студентом (эквивалент коллег в других оксфордских колледжах) Крайст-Черч, Оксфорд . К моменту выхода на пенсию в 1973 году был профессором университета.
В 1990 году был избран почетным членом Королевского общества Эдинбурга.
Умер в Колсдоне на юге Лондона 12 ноября 1994 года.

## Майкл Иннес
Между 1936 и 1986 годами Стюарт, писавший под псевдонимом Майкл Иннес, опубликовал около пятидесяти криминальных романов и сборников рассказов, которые он позже описал как «развлечения». Они изобилуют литературными аллюзиями и тем, что критики по-разному описывают как «озорное остроумие», «буйная фантазия» и «языковая склонность» к интригующим оборотам фразы. Джулиан Саймонс определил Иннеса как одного из «фарсеров» криминальных писателей, для которых детективная история была «чрезмерно цивилизованной шуткой с фривольностью, которая делает его литературным предметом разговора с расследованием, происходящим на стороне», и описал стиль Иннеса как «скорее в манере Павлина, напряженного или искаженного Олдосом Хаксли». Его тайны также были описаны как сочетание «эллиптического интроспекции … речь Джеймсовского персонажа, интеллектуальная точность конрадианского описания и удивительные совпадения, отмечающие любой из сюжетов Харди».
Самым известным из детективных творений Иннеса является сэр Джон Эпплби, который был представлен в романе 1936 года «Смерть в апартаментах ректора» как инспектор Скотленд-Ярда. Эпплби фигурирует во многих более поздних романах и рассказах, в ходе которых он поднимается, чтобы стать комиссаром столичной полиции. В других романах фигурирует портретист и Королевский академик Чарльз Ханибэт, любитель, но, тем не менее, эффективный сыщик. Два детектива встречаются в «Appleby and Honeybath». Некоторые из более поздних историй показывают сына Эпплби Бобби как сыщика.
В 2007 году семья Стюарта передала все авторские права на произведения Майкла Иннеса и другие юридические права Owatonna Media. Owatonna Media продала эти авторские права Coolabi Plc в 2009 году, но сохранила мастер-лицензию на радио и аудио права. Литературные права в настоящее время принадлежат John Stewart Literary Management и опубликованы House of Stratus.

### Сэр Джон Эплби
Сэр Джон Эплби — вымышленный полицейский детектив, созданный Джоном Стюартом в 1930-х годах как герой детективных произведений, изданных под псевдонимом «Майкл Иннес».
Впервые появился как молодой детектив-инспектор из Скотленд-Ярда в 1936 году в романе «Смерть в апартаментах ректора». Ушел из Скотленд-Ярда в раннем возрасте сразу после Второй мировой войны, женившись на Джудит Рейвен, скульпторе, которая впервые появилась в романе «Appleby’s End» (1945). У сэра Эплби были две младшие сестры, каждая из которых появилась лишь в одном романе, но заняв при этом одну из ключевых ролей, — Патриция («Остановите печать!», 1939) и Джейн («Operation Pax», 1951).
В «Silence Observed» (1961) утверждается, что Эплби 53 года, что, если действие книги происходит в год издания, означало бы, что он родился в 1907 или 1908 году. Это противоречит сказанному в романе «The Gay Phoenix» (1976), где он говорит, что ему было двадцать девять, когда он женился: это произошло в романе в 1945 года «Appleby’s End», что указывает на 1916 как год рождения Эплби.
Его дед был пекарем, а сам он получил стипендию в университете (There Came Both Mist and Snow, 1940).
Позднее Джон Эплби вновь становится полицейским — появляется на посту комиссара столичной полиции, за что был награжден рыцарским званием. Хотя он позже удалился на покой в родовое имение его жены, он продолжал раскрывать преступления в 1980-х годах. Его последнее появление было в романе «Appleby and the Ospreys» (1986), изданного ровно 50 лет спустя после первого романа серии. Для нескольких более поздних рассказов в творчестве Майкла Иннеса сын сэра Эплби Бобби служит главным героем.
В 2010 году восемнадцать ранее не собранных рассказов появились в сборнике «Appleby Talks About Crime».
Эпплби упоминается в романе Эдмунда Криспина «Holy Disorders» (1945) и рассказе Айзека Азимова «The Three Goblets».

## Сочинения
Джон Стюарт — автор монографий о Шекспире, Пикоке, Киплинге, Томасе Харди, Джозефе Конраде, Джойсе. Параллельно с научной и преподавательской деятельностью писал прозу, в том числе — детективную. Первый детективный роман Смерть в апартаментах ректора (1936) начал сочинять на пароходе по пути в Аделаиду. В дальнейшем публиковал историко-литературные труды и, частично, повествовательную прозу (романы и рассказы) под собственным именем, а произведения детективного жанра (интеллектуальные детективы) — под псевдонимом, под которым имел значительно более широкую известность. Многие романы писателя переведены на другие языки, несколько из них экранизированы.
Второй из опубликованных Иннесом детективных романов, Гамлет, отомсти! (1937), рецензировал Хорхе Луис Борхес, который не раз включал детективные рассказы писателя в свои антологии новеллистики.

### Под именем Дж. И.М.Стюарт

#### История литературы
- Educating the Emotions (1944)
- Character and Motive in Shakespeare (1949)
- James Joyce (1957)
- Eight Modern Writers (1963, заключительный том Оксфордской истории английской литературы)
- Thomas Love Peacock (1963)
- Rudyard Kipling (1966)
- Joseph Conrad (1968)
- Shakespeare’s Lofty Scene (1971)
- Thomas Hardy: A Critical Biography (1971)

#### Художественная проза

##### Романы
- Mark Lambert’s Supper (1954)
- The Guardians (1955)
- A Use of Riches (1957)
- The Man Who Won the Pools (1961)
- The Last Tresilians (1963)
- An Acre of Grass (1965)
- The Aylwins (1966)
- Vanderlyn’s Kingdom (1967)
- Avery’s Mission (1971)
- A Palace of Art (1972)
- Mungo’s Dream (1973)
- A Staircase in Surrey (пенталогия):
  - The Gaudy (1974)
  - Young Patullo (1975)
  - Memorial Service (1976)
  - The Madonna of the Astrolabe (1977)
  - Full Term (1978)
- Andrew and Tobias (1980)
- A Villa in France (1982)
- An Open Prison (1984)
- The Naylors (1985)

##### Сборники рассказов
- The Man Who Wrote Detective Stories (1959)
- Cucumber Sandwiches (1969)
- Our England Is a Garden (1979)
- The Bridge at Arta (1981)
- My Aunt Christina (1983)
- Parlour Four (1984)

##### Мемуары
- Я и Майкл Иннес: воспоминания/ Myself and Michael Innes: A Memoir (1987)

### Под именем Майкл Иннес
Сквозной герой детективных сочинения Майкла Инниса — инспектор Скотланд-Ярда сэр Джон Эплби. Исключения отмечены знаком †, в них сквозным героем нередко выступает детектив-любитель, художник Чарльз Хонибат.

#### Романы
- Смерть в апартаментах ректора (англ. Death at the President’s Lodging) (1936, также печатался под названием Seven Suspects)
- Гамлет, отомсти! (англ. Hamlet, Revenge!) (1937)
- Панихида по Создателю (англ. Lament for a Maker) (1938)
- Остановите печать! (англ. Stop Press) (1939, также печатался под названием The Spider Strikes)
- The Secret Vanguard (1940)
- There Came Both Mist and Snow (1940, также печатался под названием A Comedy of Terrors)
- Appleby on Ararat (1941)
- The Daffodil Affair (1942)
- The Weight of the Evidence (1943)
- Appleby’s End (1945)
- †What Happened at Hazelwood (1946)
- †From London Far (1946, также печатался под названием The Unsuspected Chasm)
- A Night of Errors (1947)
- †The Journeying Boy (1949)
- Operation Pax (1951, также печатался под названием The Paper Thunderbolt)
- A Private View (1952, также печатался под названиями One-Man Show и Murder Is an Art)
- †Рождество в Кэндлшу / Christmas at Candleshoe (1953, также печатался под названием Candleshoe ( (рус.)Усадьба Кэндлшу); экранизирован в 1977, последняя роль Хелен Хейс)
- †The Man from the Sea (1955, также печатался под названием Death by Moonlight)
- †Old Hall, New Hall (1956, также печатался под названием A Question of Queens)
- Appleby Plays Chicken (1957, также печатался под названием Death on a Quiet Day)
- The Long Farewell (1958)
- Hare Sitting Up (1959)
- †The New Sonia Wayward (1960, также печатался под названием The Case of Sonia Wayward)
- Silence Observed (1961)
- A Connoisseur’s Case (1962, также печатался под названием The Crabtree Affair; телевизионный фильм — 1964)
- †Money from Holme (1964)
- The Bloody Wood (1966)
- †A Change of Heir (1966)
- Appleby at Allington (1968, также печатался под названием Death by Water)
- A Family Affair (1969, также печатался под названием Picture of Guilt)
- Death at the Chase (1970)
- An Awkward Lie (1971)
- The Open House (1972)
- Appleby’s Answer (1973)
- Appleby’s Other Story (1974)
- †The Mysterious Commission (1974)
- The Gay Phoenix (1976)
- †Honeybath’s Haven (1977)
- The Ampersand Papers (1978)
- †Going It Alone (1980)
- †Lord Mullion’s Secret (1981)
- Sheiks and Adders (1982)
- Эплби и Хонибат / Appleby and Honeybath (1983)
- Carson’s Conspiracy (1984)
- Appleby and the Ospreys (1986)

#### Сборники рассказов
- Appleby Talking (1954, также публиковался под названием Dead Man’s Shoes)
- Appleby Talks Again (1956)
- Appleby Intervenes (1965)
- The Appleby File (1975)
- Appleby Talks About Crime (2010)

## Публикации на русском языке
- Мышеловка // Из копилки детектива. Том 1, часть Б. — М.: Юридическая литература, 1991, с. 197—218. — (Серия: Из копилки детектива)
- Башмаки мертвеца// Частный сыск. М.: Советский спорт, 1993, с.106-145
- Опознание жениха// Альфред Хичкок. Коллекция ужасов. Умри последним. М.: Вече, 2001, с.122-126
- Трагедия о платке// Антология полицейского рассказа. Спб.: Амфора, 2002, с.301-321 (Личная библиотека Борхеса)
- Смерть в апартаментах ректора. Гамлет, отомсти! — Москва: АСТ, 2015. — 608 с. (Серия: Золотой век английского детектива)
- Панихида по создателю. Остановите печать! — Москва: АСТ, 2016. — 768 с. (Серия: Золотой век английского детектива)